# Shenlong (rymdfarkost)
Shenlong är en obemannad återanvändbar experimentrymdfarkost tillhörande Kinas nationella rymdstyrelse. Första uppskjutningen gjordes med en Chang Zheng 2F-raket den 4 september 2020.
Farkosten är Kinas motsvarighet till USA:s Boeing X-37B

## Statistik
| Flygning | Uppskjutning                | Längd                | Notering |
| -------- | --------------------------- | -------------------- | -------- |
| 1        | 4 september 2020, 07:30 UTC | 2 dagar              |          |
| 2        | 4 augusti 2022, 16:00 UTC   | 276 dagar            |          |
| 3        | 14 december 2023, 14:12 UTC | 266 dagar, 10 timmar |          |